# Caprella temperativa
Caprella temperativa is een vlokreeftensoort uit de familie van de Caprellidae. De wetenschappelijke naam van de soort is voor het eerst geldig gepubliceerd in 1982 door Arimoto.